# Tête Grise (Alpes pennines)
Pour les articles homonymes, voir Tête Grise.
La tête Grise (Lo Gréno en patois francoprovençal ayassin, Grauhaupt en allemand, Groabhopt en Greschòneytitsch, Testa Grigia en italien) est un sommet des Alpes pennines situé en Vallée d'Aoste qui culmine à 3 314 m d'altitude.

## Géographie
La tête Grise se situe entre le haut val d'Ayas et la haute vallée du Lys, dont elle constitue le sommet le plus élevé.

## Histoire
La première ascension date du 7 août 1858 et a été accomplie par les guides valdôtains Delapierre, Laurent et Rignon, avec leurs clients Pinney.

## Accès
L'ascension peut s'effectuer à partir du val d'Ayas ou de la vallée du Lys, les deux parcours se rejoignant au col Pinter (ou Arescoll, titsch). Depuis le val d'Ayas, le sentier est au départ du hameau Crest ou depuis Ostafaz, tandis que du côté de la vallée du Lys, on rejoint le col Pinter à partir du hameau Chemonal (Gressoney-Saint-Jean) en passant par le refuge Alpenzu.
Une fois franchi le col Pinter, l'ascension se complète sur le versant ouest, vers le val d'Ayas, en passant près du bivouac Ulrich Lateltin.

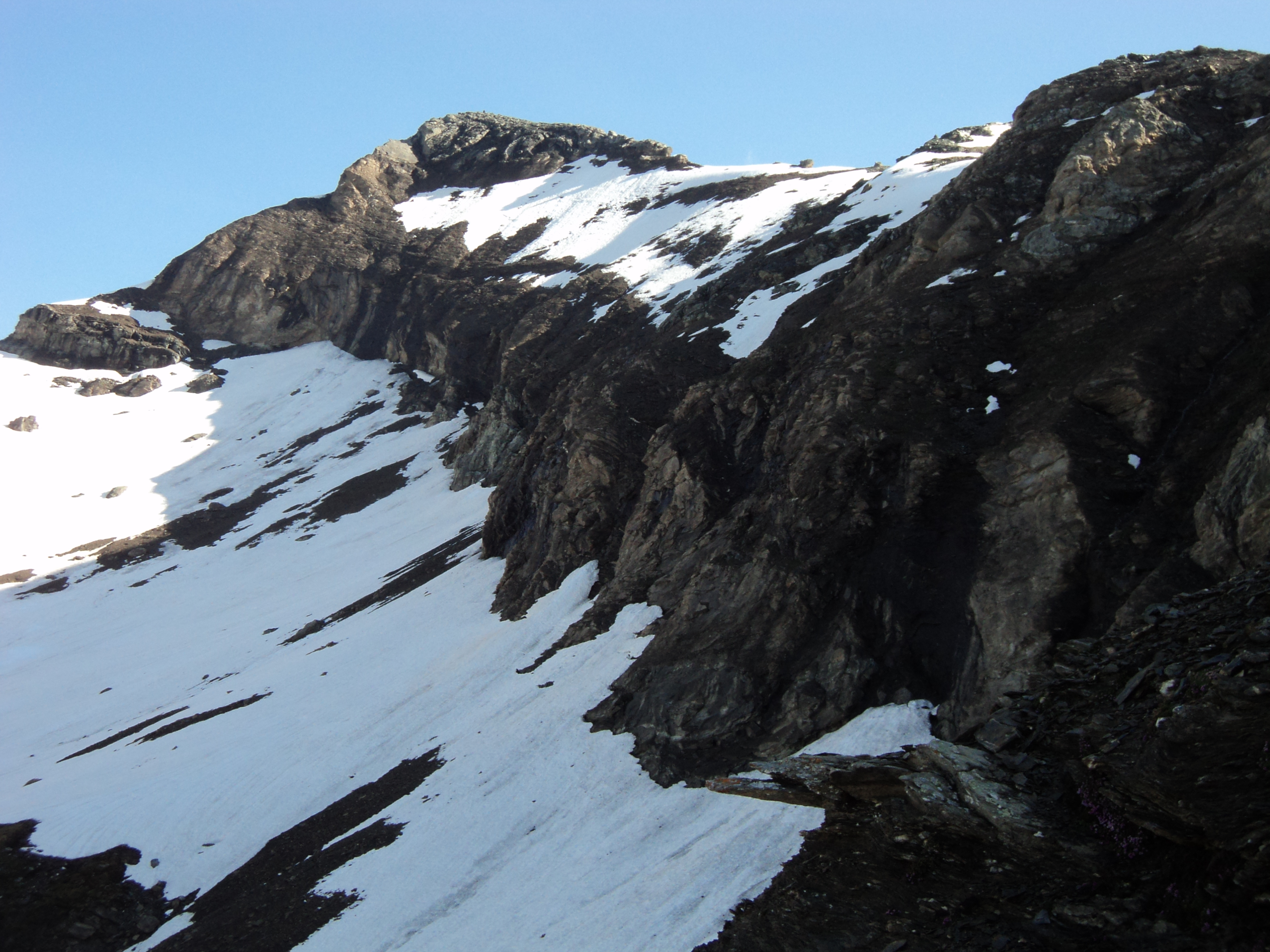
Le sommet vu du col Pinter.
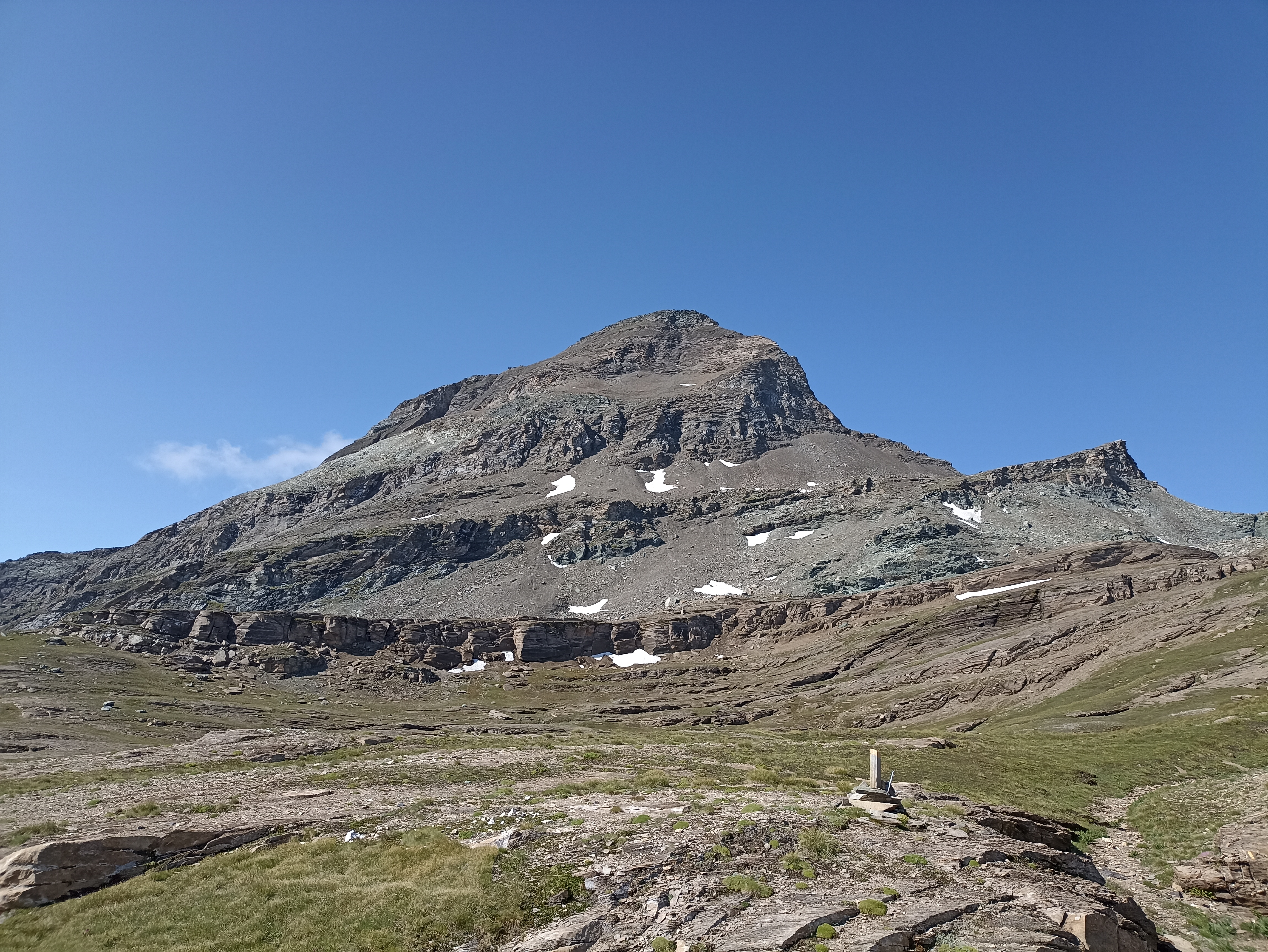
La tête Grise vue de l'est, le long du sentier au sommet du mont Rothorn.